# Verwaltungsgemeinschaft Elbe-Saale
In der Verwaltungsgemeinschaft Elbe-Saale im Salzlandkreis in Sachsen-Anhalt waren elf Gemeinden zur Erledigung der Verwaltungsgeschäfte zusammengeschlossen.
Auf einer Fläche von 152,62 km² lebten 9.904 Einwohner (31. Dezember 2006). Die Verwaltung war am Marktplatz 14 in 39249 Barby ansässig, letzter Leiter der Verwaltungsgemeinschaft war Dietrich Heyer.
Die Verwaltungsgemeinschaft wurde am 1. Januar 2005 aus den Gemeinden der aufgelösten Verwaltungsgemeinschaften Elbe-Saale-Winkel und EL-SA-TA-L gebildet. Am 1. Januar 2010 wurde die Verwaltungsgemeinschaft Elbe-Saale aufgelöst. Aus den Gemeinden wurde bis auf Gnadau (mitverwaltet durch Barby) die Stadt Barby neu gebildet.

## Die ehemaligen Mitgliedsgemeinden mit ihren Ortsteilen
- Stadt Barby mit Kolphus, Monplaisir, Weinbergsiedlung und Zeitz
- Breitenhagen mit Alt Tochheim
- Glinde
- Gnadau mit Ortsteil Döben
- Groß Rosenburg mit Klein Rosenburg
- Lödderitz mit Rajoch
- Pömmelte mit Neue Siedlung und Zackmünde
- Sachsendorf mit Patzetz
- Tornitz mit Werkleitz
- Wespen
- Zuchau mit Colno